# Swingin' street
『swingin' street』（スウィンギン・ストリート）は、dorlisのインディーズ時代に発売された唯一のアルバムCD。CD番号はAKCL-32001。

## 収録曲
1. Intro〜alla Piazza di Spagna〜/24時間世界一周
2. マーブルの月
3. 銀色プレゼント
4. ひとりごとみたいにアイシテタ
5. 靴擦れ
6. 記憶の万華鏡
7. 恋のバーグラー
8. ダプネリーフ
9. 5日目の笑顔
10. 月ドロボウ
11. 流星のタイムカプセル
12. 磁石の肌
13. 24時間世界一周〜Party Swing Mix〜(hidden track)